# Soi

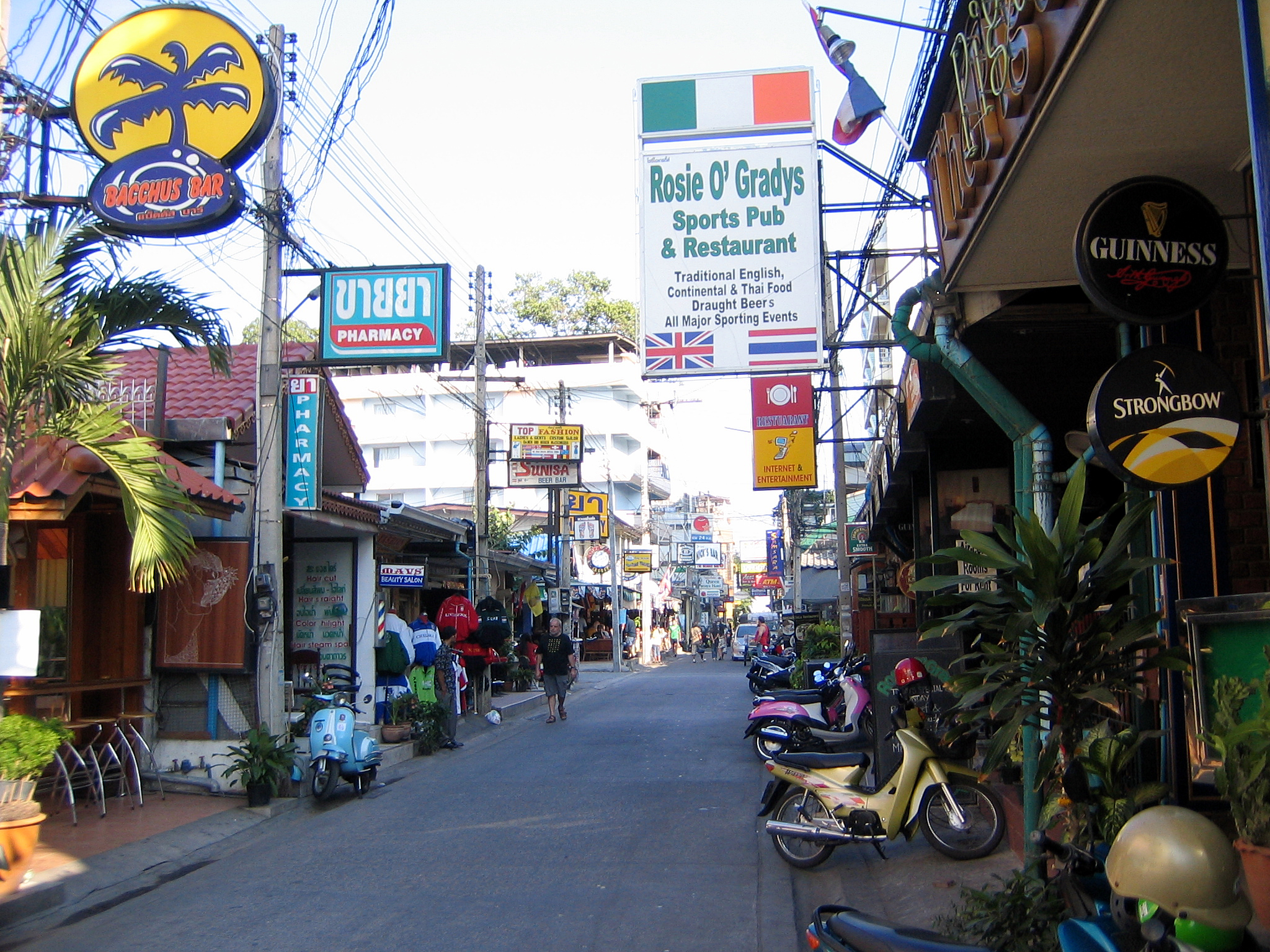
Een soi.

Een soi (Thai: ซอย) is een, vaak kleine, zijstraat van een hoofdweg (thanon) in Thailand.
Sois worden genummerd aangegeven en kunnen op hun beurt ook weer genummerde zij-sois bevatten. Normaal gesproken zijn de even nummers aan de ene kant en de oneven nummers aan de andere kant van de hoofdweg. Als er dan later een soi tussengevoegd wordt, bijvoorbeeld tussen soi-nummer 6 en 8, krijgt die het nummer 6/1.
Behalve een soi-nummer hebben sois vaak een naam. In Bangkok langs Sukhumvit zijn dit vaak de namen van belangrijke landeigenaren die in het verleden een plantage hadden aan de naar hun genoemde soi.
De meeste mensen in Bangkok herkennen een soi echter vaker aan hun nummer dan aan hun naam, tenzij het een belangrijke doorvoersweg is.
Sois zijn vaak, ook al vertakken ze, doodlopend.